# Enrique Giner Canet
Enrique Giner Canet (Nules, 20 de julio de 1899; Valencia, 1990) fue un medallista, escultor y pintor de reconocido prestigio en su ámbito de trabajo. Es considerado como uno de los grandes medallistas del siglo XX.

## Estudios y trayectoria profesional
Realizó su formación académica en Valencia, donde fue estudiante en la Escuela de Bellas Artes San Carlos de Valencia, realizando su perfeccionamiento en la Escuela de Bellas Artes de San Fernando de Madrid.
Muy pronto comenzó el diseño de medallas, obteniendo reconocimiento rápidamente como lo demuestra la consecución en 1921 de la Medalla de oro de la Exposición de Bellas Artes del Protectorado Español de Marruecos.
Entre 1922 y 1926 estableció su residencia en Madrid, este tiempo le permitió conocer y estrechar lazos de amistad con José Capuz, Julio Vicent Mengual y Juan Adsuara; y simultanear estudios y trabajo en los talleres Granda, fundados por Félix Granda.
Entró a trabajar como profesor en la Escuela de Bellas Artes de San Carlos de Valencia a partir de 1926, donde llegó a desempeñar el cargo de catedrático de grabado en hueco, desde el año 1942 hasta 1973. Como docente daba clases de dibujo del natural y escultura. En 1973 es nombrado Académico de Número de la Real Academia de Bellas Artes de San Carlos, y ocupó el cargo de secretario de la misma hasta que, en 1983, recibe el título de Académico de Honor de la misma.
El trabajo de  Giner, que poseía una gran formación tanto artística como humanista, es relevante por su dominio de la anatomía, la armonía en la composición y la sobriedad de los recursos con los que trata de conseguir la mayor fuerza expresiva, tanto en relieves como en esculturas exentas.

## Obras
Entre sus obras, como escultor, no se puede dejar de tener en cuenta:
- “Pelicano” (1926),
- “El escultor su obra y la modelo” (1933)
- “Retrato de Sol Giner” (1972).

Pese a la calidad de su escultura, Giner fue ante todo y sobre todo un excepcional medallista. De toda su amplia creación de medallas hay que destacar “Ara y Siembra”, colección de medallas  que realizó para sí mismo, sin ningún tipo de condicionantes.  Es  en esta colección donde queda plasmada su maestría en el arte de la medalla, ya que domina tanto la  composición como las inscripciones, en las cuales puede verse su ideario humanista.
También es destacable su trabajo sobre la figura de Alfonso el Magnánimo. En 1958 recibió el encargo de la Institución Alfonso el Magnánimo de Valencia, para la confección de la medalla conmemorativa del quinto centenario de la muerte del monarca renacentista.
En 1945, junto con Ramón Mateu Montesinos, recibió el Premio nacional de medallística para la “Medalla al Mérito Policial”. 
Entre su producción medallística podemos destacar:
- “Pax” (1926),
- las del “Consejo Superior de Investigaciones Científicas” y “Premios de la Exposición Nacional de Bellas Artes” (1940),
- “Milenario de Castilla” (1943),
- “IV Centenario de Cervantes” (1947),
- “Círculo de Bellas Artes de Valencia” (1950),
- “Juegos del Mediterráneo” (1955),
- ”Medalla de Francisco Pérez Bayer” entregada en 1956 a la Biblioteca de la Universidad de Valencia.[5]

- “Institución Alfonso el Magnánimo” (1958)
- “VII Centenario de la muerte de Jaime I” (1976).

Sus obras han sido acuñadas tras su muerte, ya que tanto instituciones privadas (como la Asociación de Amigos del Camino de Santiago), como públicas (entre ellas el propio Ayuntamiento de Nules), han utilizado modelos de Giner para acuñar medallas conmemorativas de eventos actuales (como es el caso del 50° aniversario de la instauración de sus Juegos Florales de Nules, o utilizar una medalla como símbolo de una asociación).

## Museo de Medallística de Nules
Enrique Giner otorgó su legado (formado por sus herramientas de trabajo, documentación profesional, dibujos, modelos para medallas, medallas y una muestra de sus esculturas) al pueblo de Nules, donde nació,  el 15 de abril de 1989.
El 10 de junio de 1995, tras la muerte del artista, en la villa de Nules se abrió el Museo de Medallística Enrique Giner, que se ubicó en la ermita,  exenta de culto, de San Miguel de esta localidad; convirtiéndose en el primer y único museo monográfico de esta categoría en toda España.